# Richard Bogosian
Richard Wayne Bogosian (* 18. Juli 1937 in Boston) ist ein US-amerikanischer Diplomat.

## Leben
Richard Bogosian ist ein Sohn armenischer Einwanderer. Er absolvierte 1959 die Tufts University als Bachelor of Arts und studierte Rechtswissenschaft an der University of Chicago Law School, die er 1962 als Juris Doctor abschloss.
Bogosian trat 1962 in den Dienst des Außenministeriums der Vereinigten Staaten. Er arbeitete in der Abteilung für den Nahen Osten und Südasien. Von 1963 bis 1965 war er in Bagdad tätig. Nach einem Französisch-Kurs wirkte er von 1966 bis 1968 als amerikanischer Vizekonsul in Paris. Bogosian arbeitete anschließend bis 1971 im Informations- und Forschungsbüro des Außenministeriums. Er machte 1972 eine Fortbildung in Wirtschaft, um danach bis 1976 die Wirtschaftssektion der amerikanischen Vertretung in Kuwait zu leiten. Ab 1976 war er stellvertretender Leiter der Botschaft in Khartum in Sudan, bis er 1979 zum Abteilungsleiter für Luftfahrtverhandlungen im Außenministerium ernannt wurde. Im Jahr 1982 wurde er Direktor des Büros für ostafrikanische Angelegenheiten.
Richard Bogosian war von 1985 bis 1988 Botschafter der Vereinigten Staaten in Niger. Von 1988 bis 1990 arbeitete er als Direktor für Währungsangelegenheiten im US-Außenministerium. Danach wirkte er von 1990 bis 1993 erneut als Botschafter, diesmal in Tschad. Er war anschließend von 1993 bis 1994 Koordinator der US-Vertretung in Mogadischu in Somalia. Zuletzt war er von 1996 bis 1997 als Koordinator für Ruanda und Burundi im Außenministerium tätig.
Bogosian ist verheiratet und hat drei Kinder. Er spricht neben Englisch noch Arabisch und Französisch.